# Специализиран отряд за борба с тероризма
Дирекция Специални операции за борба с тероризма (съкратено СОБТ) е основното контратерористично формирование на България. Представлява специално подразделение на Министерство на вътрешните работи. Основната му задача е реагиране срещу терористични действия, насочени към националната сигурност или гражданите на страната.

## Създаване
Формированието е създадено през 1979 г. с разпореждане на Министерския съвет и със заповед на министъра на вътрешните работи Димитър Стоянов. Първоначално носи името Самостоятелен Специализиран Оперативен Мотомилиционерски Батальон (СОМБ). Получава войсково обозначение Поделение 72620 и бива подчинен на Софийско градско управление към МВР. Първото събиране на личния състав е направено на 6 юни 1980 г. През май 1986 г. поделението е изведено от структурата на Софийско градско управление и е подчинено на направление „Терор“ към Шесто управление на Държавна сигурност. След това прераства в Специално поделение за борба с тероризма (СПБТ). От 1991 г. поделението се нарича Специализиран Отряд за Борба с Тероризма (СОБТ).

## Операции
- 24 май 1981 г., Бургас – турски пътнически самолет, изпълняващ редовен полет до Бургас, е похитен от четири въоръжени лица на летище Бургас с 86 пътници на борда и целия екипаж.[2]
- 1985 г., София – на централна гара София е задържан гражданин на ФРГ, член на терористичната групировка „Баадер Майнхоф“.[2]
- 2 октомври 1986 г., Берлин – пътнически самолет Ту-154 на „БГА Балкан“ бива похитен от ирански граждани на летище Шьонефелд в Берлин.[2]
- декември 2009 г. – едновременно в няколко български градове са арестувани над 25 души по подозрение в участие в организираната престъпна групировка „Наглите“.[3]